# Malamir Bugarski
Malamir (bugarski Маламир) bio je vladar Bugarske 831. – 836.; sin Omurtaga i unuk Kruma. Njegovo je ime možda slavenskog podrijetla, što bi značilo da je bio prvi bugarski kan slavenskog imena. To je dovedlo do špekulacije da je njegova majka bila Slavenka, premda se to ne može dokazati. Prema drugoj teoriji, njegovo ime je iransko.
Malamir je postao vladar Bugarske godine 831. nakon očeve smrti jer je njegov stariji brat Enravota bio isključen iz linije nasljeđivanja jer se preobratio na kršćanstvo. Moguće je da je Malamir bio mlad i neiskusan u trenutku nasljeđivanja jer je mnogim državnim poslovima tada upravljao njegov kavhan (kaukhanos) Isbul.
Oko 833., Malamir je dao pogubiti brata Enravotu jer se ovaj nije htio odreći kršćanstva. Nakon što je prestalo 20-godišnje primirje između Bugarske i Bizantskog Carstva, 836., car Teofil je napao neka bugarska područja. Bugari su pružili otpor te su pod vodstvom Isbula došli do Drinopolja. Otprilike u isto vrijeme, aneksirali su Filipopolis (Plovdiv). Malamir je umro 836.; prema legendi, to je bila božanska kazna zbog pogubljenja njegovog starijeg brata.
U nekoliko starijih studija, Malamir je identificiran sa svojim nasljednikom Presijanom I. te je prema istima preživio do 850-ih kao neposredni prethodnik Borisa I.